# Куницкий, Константин Викторович
Константин Викторович Куницкий (2 апреля 1932, Витебск — 3 ноября 2012, Раменское) — генеральный директор агропромышленного комбината «Раменский» Раменского района Московской области, Герой Социалистического Труда, Заслуженный работник сельского хозяйства РСФСР.

## Биография
В 1954 году после службы в армии (ВВС) приехал в Серпухов. Работал инструктором физкультуры на 2-й Серпуховской ситценабивной фабрике.
С 1956 парторг и председатель колхоза «Призыв» Серпуховского района. В 1961—1969 директор совхоза «Заокский», созданного в результате объединения 9 колхозов.
Окончил ВСХИЗО по специальности учёный агроном. В 1969—1976 директор Московского треста овощеводческих совхозов. В 1976—1986 начальник Главного управления сельского хозяйства Мособлисполкома.
С 4 июня 1986 года генеральный директор агропромышленного комбината «Раменский» Раменского района Московской области. В структуре АПК «Раменский» было 54 предприятия: колхозы, совхозы, птицефабрики, перерабатывающие заводы, обслуживающие организации с общим числом работников 18 тысяч человек.
Указом Президента СССР от 29 мая 1990 года за выдающиеся результаты в увеличении производства сельскохозяйственной продукции на основе прогрессивных технологий и передовых методов организации труда Куницкому Константину Викторовичу присвоено звание Героя Социалистического Труда.
С 2000 года начальник Управления сельского хозяйства и пищевой промышленности Раменского района, заместитель главы администрации.
Умер 3 ноября 2012 года.

## Награды
Заслуженный работник сельского хозяйства РСФСР. Почетный гражданин Раменского района. Награждён 2 орденами Ленина, орденом Трудового Красного Знамени, орденом «Знак Почёта», орденом «За заслуги перед Отечеством» IV степени (1996), медалями.